# Heliport Paříž – Issy-les-Moulineaux
Heliport Paříž – Issy-les-Moulineaux (Héliport de Paris – Issy-les-Moulineaux) je heliport, který se rozkládá na území měst Paříže (15. obvod) a Issy-les-Moulineaux. Provozuje jej společnost Aéroports de Paris.

## Historie
Cvičiště pro francouzskou armádu bylo původně na Champ-de-Mars. Po využití místa při světových výstavách v 19. století, dostala armáda k dispozici nové cvičiště v Issy-les-Moulineaux.
V roce 1905 se zde konaly první lety s kluzákem. V červenci 1908 provedl francouzský průkopník letectví Henri Farman v Issy-les-Moulineaux s letadlem Gabriela Voisina 20minutový let. Tuto událost připomíná pamětní deska u vstupu.
V roce 1952 se zde konaly první mezinárodní závody vrtulníků. V roce 1953 letadla zmizela natrvalo z letiště. Společnost Aéroports de Paris zde provozuje letiště pro vrtulníky od roku 1956.

## Poloha
Heliport se nachází na jihu Paříže na hranicích s městem Issy-les-Moulineaux poblíž boulevardu périphérique. Přílety a odlety vrtulníků probíhají z důvodu bezpečnosti a hluku nad Seinou nebo boulevardem périphérique.

## Využití
Heliport slouží více účelům:
- záchranná služba
- státní lety (civilní bezpečnost, četnictvo, policie, armáda, celníci)
- komerční lety na přepravu cestujících nebo nákladu
- lety pro práci ve vzduchu (fotografování atd.)
- vyhlídkové lety
- soukromé lety

Na základně mimo jiné sídlí francouzské Generální ředitelství civilního letectví (Direction générale de l'aviation civile).